# Jean-Pierre Jaussaud
Jean-Pierre Jaussaud (Caen, 3 juni 1937 – aldaar, 22 juli 2021) was een Franse autocoureur, bekend om het winnen van de 24 uur van Le Mans in 1978 en 1980.

## Levensloop

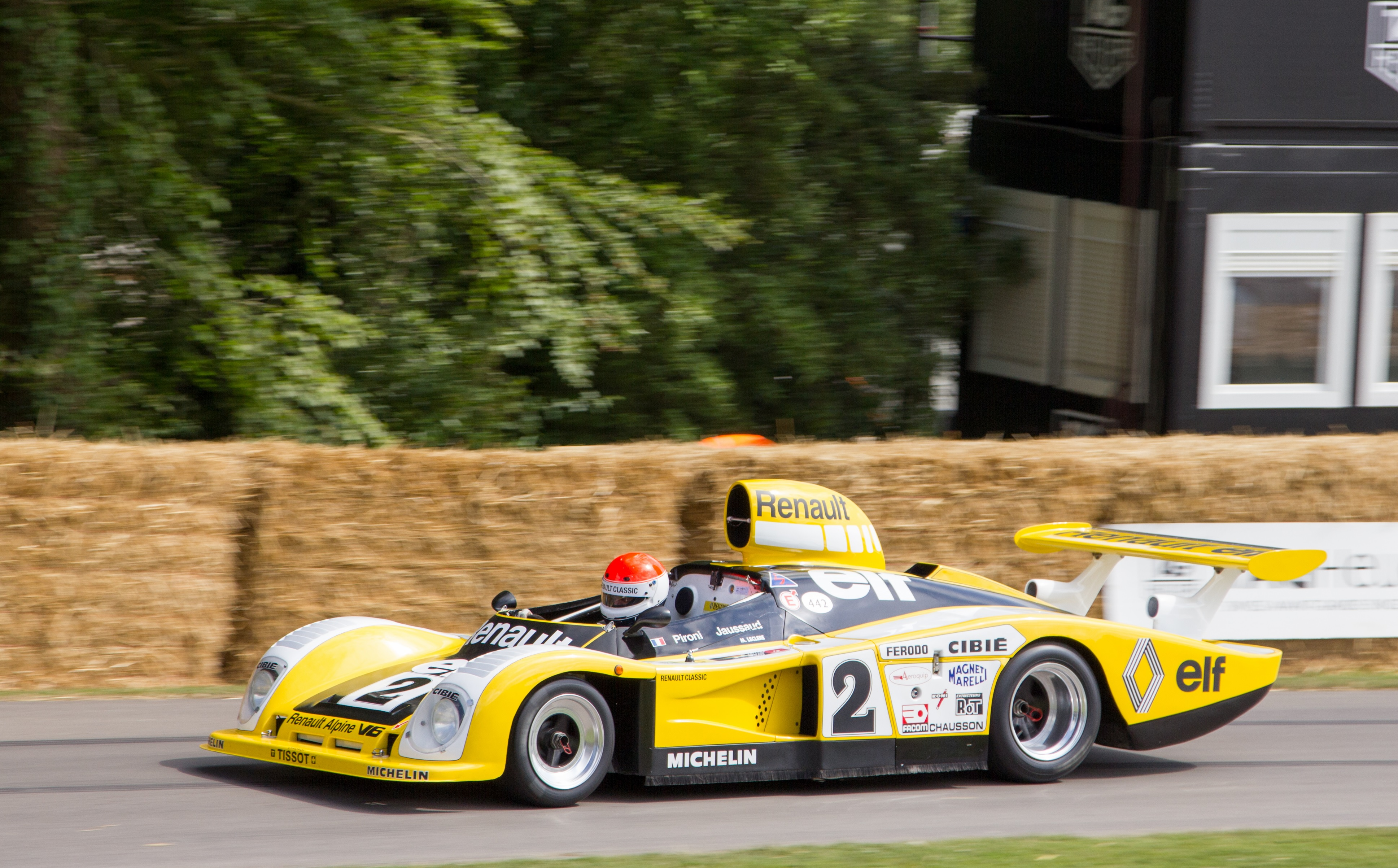
De 1978 Renault Alpine A442B van Jaussaud en Pironi, bestuurd door René Arnoux op het Goodwood Festival in 2014.

Jaussaud werd geboren in Caen en begon in 1962 met autoracen. Hij volgde cursussen aan de Jim Russell Drivers School en de Winfield Racing School. In 1964 promoveerde hij naar de Formule 3, met de steun van Shell, en trad in 1966 toe tot het fabrieksteam van Matra, waar hij twee jaar bleef. In 1970 won Jaussaud de Franse titel.
In 1971 stapte hij over naar de Formule 2 bij het March Engineering fabrieksteam. Het jaar daarop reed hij in een privé gefinancierde Brabham en vocht hij voor de Europese Formule 2-titel met Mike Hailwood. In 1975 stopte Jaussaud met eenzitters en ging hij de endurance in, waar hij vanaf 1976 werd uitgenodigd om voor Renault Sport te rijden. Twee jaar later pakten Jaussaud en partner Didier Pironi de eindoverwinning van de 24 uur van Le Mans in een Alpine Renault A442B.

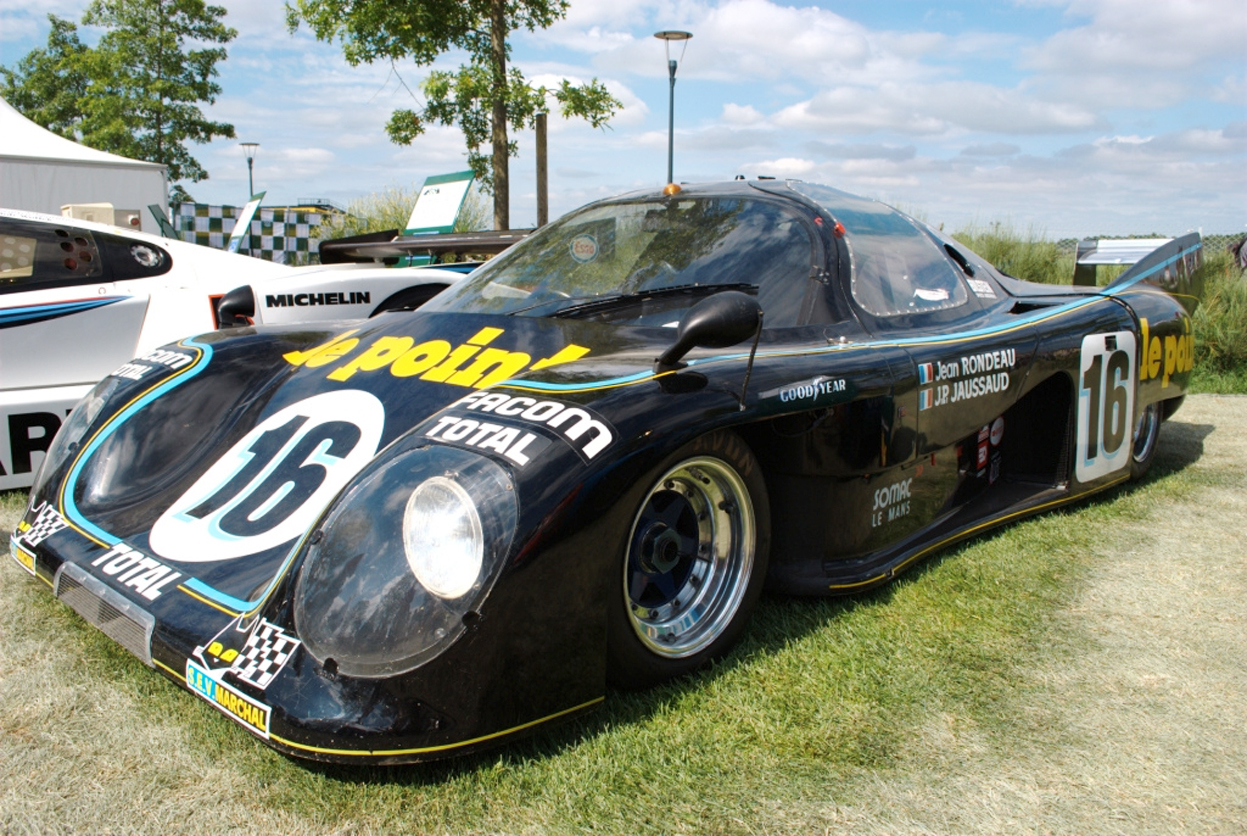
De Rondeau M379B waarmee Jean Rondeau en Jean-Pierre Jaussaud in 1980 de 24 uur van Le Mans wonnen.

Hoewel hij de Renault F1-auto testte, bleef Jaussaud  in toerwagens en endurance actief en won hij in 1979 de productietitel in een Triumph Dolomite. Samen met Jean Rondeau won hij in 1980 opnieuw op Le Mans in een Rondeau M379B en nam hij ook deel aan de Parijs-Dakar Rally in 1982 voor het team van Rondeau. In totaal deed Jassaud tussen 1966 en 1983 dertien keer mee aan de 24 uur van Le Mans.
Jaussaud bleef racen tot 1992, toen hij met pensioen ging om race-instructeur te worden. Na een slepende ziekte overleed Jaussaud op 84-jarige leeftijd.